# Angelarctocyon
Angelarctocyon — вимерлий рід хижих ссавців з родини амфіціонових. Спочатку він інтерпретувався як Miacis australis, однак останні дослідження показали, що це ранній амфіционід.